# LVI Corpo de Exército (Alemanha)
O LVI Corpo de Exército (em alemão:LVI. Armeekorps) foi um Corpo de Exército alemão que operou durante a Segunda Guerra Mundial.

## Comandantes
| Comandante                                 | Data                                             |
| ------------------------------------------ | ------------------------------------------------ |
| General der Infanterie Erich von Manstein  | 27 de fevereiro de 1941 - 12 de setembro de 1941 |
| General der Panzertruppen Ferdinand Schaal | 13 de setembro de 1941 - 28 de fevereiro de 1942 |

## Área de operações
| Alemanha         | janeiro de 1941 - junho de 1941 |
| Frente Ocidental | junho de 1941 - março de 1942   |